# European Silver League femminile 2023
L'European Silver League 2023 si è svolta dal 27 maggio al 25 giugno 2023: al torneo hanno partecipato otto squadre nazionali europee e la vittoria finale è andata per la prima volta all'Estonia.

## Regolamento

### Formula
La formula ha previsto:
- Fase a gironi, disputata con girone all'italiana, con gare di andata e ritorno: la prima classificata di ogni girone, la migliore seconda classificata e la squadra del paese organizzatore (nel caso in cui sia stata tra le prime due opzioni, si è qualificata la seconda migliore seconda classificata) hanno acceduto alla fase finale.
- Fase finale, disputata con semifinali, finale per il terzo posto e finale, con gara unica: la vincitrice è promossa alla European Golden League 2024[2].

### Criteri di classifica
Se il risultato finale è stato di 3-0 o 3-1 sono stati assegnati 3 punti alla squadra vincente e 0 a quella sconfitta, se il risultato finale è stato di 3-2 sono stati assegnati 2 punti alla squadra vincente e 1 a quella sconfitta.
L'ordine del posizionamento in classifica è stato definito in base a:
- Numero di partite vinte;
- Punti;
- Ratio dei set vinti/persi;
- Ratio dei punti realizzati/subiti;
- Risultati degli scontri diretti.

## Squadre partecipanti
| Squadra            | Qualificazione | Ultima partecipazione       |
| ------------------ | -------------- | --------------------------- |
| Austria            | Wild card      | European Silver League 2021 |
| Estonia            | Wild card      | European Silver League 2022 |
| Fær Øer            | Wild card      | Debutto                     |
| Georgia            | Wild card      | European Silver League 2019 |
| Lettonia           | Wild card      | European Silver League 2021 |
| Macedonia del Nord | Wild card      | Debutto                     |
| Montenegro         | Wild card      | Debutto                     |
| Portogallo         | Wild card      | European Silver League 2022 |

## Torneo

### Fase a gironi
| Girone A           | Girone B   |
| ------------------ | ---------- |
| Austria            | Georgia    |
| Estonia            | Fær Øer    |
| Lettonia           | Montenegro |
| Macedonia del Nord | Portogallo |

#### Girone A

##### Risultati
| 27 maggio 2023 Tartu Ülikooli Spordihoone, Tartu Durata: 1h:37 - Spettatori: 950          | Estonia            | 3 - 1 | Lettonia           | 20-25, 25-21, 25-16, 25-21 |
| 27 maggio 2023 Sportski centar Boris Trajkovski, Skopje Durata: 1h:12 - Spettatori: 1 700 | Macedonia del Nord | 0 - 3 | Austria            | 15-25, 20-25, 15-25        |
| 31 maggio 2023 Tartu Ülikooli Spordihoone, Tartu Durata: 1h:06 - Spettatori: 250          | Estonia            | 3 - 0 | Austria            | 25-15, 25-8, 25-23         |
| 31 maggio 2023 Sportski centar Boris Trajkovski, Skopje Durata: 1h:15 - Spettatori: 1 000 | Macedonia del Nord | 0 - 3 | Lettonia           | 23-25, 18-25, 18-25        |
| 3 giugno 2023 Raiffeisen Volleydome, Ried im Innkreis Durata: 1h:45 - Spettatori: 325     | Austria            | 3 - 1 | Lettonia           | 16-25, 25-15, 25-23        |
| 3 giugno 2023 Sportski centar Boris Trajkovski, Skopje Durata: 1h:12 - Spettatori: 400    | Macedonia del Nord | 0 - 3 | Estonia            | 10-25, 14-25, 20-25        |
| 10 giugno 2023 Tartu Ülikooli Spordihoone, Tartu Durata: 1h:19 - Spettatori: 560          | Estonia            | 3 - 0 | Macedonia del Nord | 25-22, 25-20, 25-16        |
| 10 giugno 2023 Olimpiskais sporta centrs, Riga Durata: 1h:41 - Spettatori: 650            | Lettonia           | 1 - 3 | Austria            | 25-15, 17-25, 21-25, 19-25 |
| 14 giugno 2023 Olimpiskais sporta centrs, Riga Durata: 1h:20 - Spettatori: 450            | Lettonia           | 3 - 0 | Macedonia del Nord | 25-19, 25-17, 31-29        |
| 14 giugno 2023 Multiversum Schwechat, Schwechat Durata: 1h:25 - Spettatori: 580           | Austria            | 3 - 0 | Estonia            | 25-20, 25-19, 25-20        |
| 17 giugno 2023 Multiversum Schwechat, Schwechat Durata: 1h:08 - Spettatori: 230           | Austria            | 3 - 0 | Macedonia del Nord | 25-15, 25-17, 25-7         |
| 17 giugno 2023 Zemgales Olimpiskais centrs, Jelgava Durata: 1h:18 - Spettatori: 150       | Lettonia           | 0 - 3 | Estonia            | 16-25, 23-25, 23-25        |

##### Classifica
| Pos. | Squadra            | Pt | G | V | P | SV | SP | Ratio | PF  | PS  | Ratio |
| ---- | ------------------ | -- | - | - | - | -- | -- | ----- | --- | --- | ----- |
| 1.   | Estonia            | 15 | 6 | 5 | 1 | 15 | 4  | 3,750 | 454 | 368 | 1,233 |
| 2.   | Austria            | 15 | 6 | 5 | 1 | 15 | 5  | 3,000 | 452 | 391 | 1,156 |
| 3.   | Lettonia           | 6  | 6 | 2 | 4 | 9  | 12 | 0,750 | 469 | 475 | 0,987 |
| 4.   | Macedonia del Nord | 0  | 6 | 0 | 6 | 0  | 18 | 0,000 | 315 | 456 | 0,690 |

      Qualificata alle semifinali.

#### Girone B

##### Risultati
| 27 maggio 2023 Tórshavnar Ittrottar, Tórshavn Durata: 1h:00 - Spettatori: 100                | Fær Øer    | 0 - 3 | Montenegro | 9-25, 7-25, 20-25          |
| 28 maggio 2023 Pavilhão Municipal Santo Tirso, Santo Tirso Durata: 1h:03 - Spettatori: 1 150 | Portogallo | 3 - 0 | Georgia    | 25-13, 25-12, 25-18        |
| 31 maggio 2023 Pavilhão Municipal Santo Tirso, Santo Tirso Durata: 1h:39 - Spettatori: 501   | Portogallo | 3 - 1 | Montenegro | 25-17, 20-25, 25-18, 25-16 |
| 31 maggio 2023 Tórshavnar Ittrottar, Tórshavn Durata: 1h:40 - Spettatori: 105                | Fær Øer    | 3 - 1 | Georgia    | 25-19, 22-25, 25-22, 25-22 |
| 3 giugno 2023 Sportska dvorana Verde, Podgorica Durata: 1h:05 - Spettatori: 800              | Montenegro | 3 - 0 | Georgia    | 25-19, 25-9, 25-16         |
| 4 giugno 2023 Tórshavnar Ittrottar, Tórshavn Durata: 0h:53 - Spettatori: 100                 | Fær Øer    | 0 - 3 | Portogallo | 10-25, 11-25, 8-25         |
| 10 giugno 2023 New Volleyball Arena, Tbilisi Durata: 1h:02 - Spettatori: 1 300               | Georgia    | 0 - 3 | Montenegro | 14-25, 11-25, 14-25        |
| 11 giugno 2023 Centro Cultural, Viana do Castelo Durata: 0h:59 - Spettatori: 792             | Portogallo | 3 - 0 | Fær Øer    | 25-9, 25-13, 25-9          |
| 14 giugno 2023 New Volleyball Arena, Tbilisi Durata: 1h:14 - Spettatori: 1 500               | Georgia    | 3 - 0 | Fær Øer    | 25-15, 25-12, 25-15        |
| 14 giugno 2023 Sportski Centar Igalo, Castelnuovo Durata: 1h:27 - Spettatori: 600            | Montenegro | 3 - 0 | Portogallo | 25-21, 25-23, 25-22        |
| 16 giugno 2023 Sportska dvorana Topolica, Antivari Durata: 1h:10 - Spettatori: 360           | Montenegro | 3 - 0 | Fær Øer    | 25-23, 25-17, 25-8         |
| 17 giugno 2023 New Volleyball Arena, Tbilisi Durata: 1h:17 - Spettatori: 1 400               | Georgia    | 0 - 3 | Portogallo | 18-25, 17-25, 21-25        |

##### Classifica
| Pos. | Squadra    | Pt | G | V | P | SV | SP | Ratio | PF  | PS  | Ratio |
| ---- | ---------- | -- | - | - | - | -- | -- | ----- | --- | --- | ----- |
| 1.   | Montenegro | 15 | 6 | 5 | 1 | 16 | 3  | 5,333 | 451 | 328 | 1,375 |
| 2.   | Portogallo | 15 | 6 | 5 | 1 | 15 | 4  | 3,750 | 461 | 310 | 1,487 |
| 3.   | Georgia    | 3  | 6 | 1 | 5 | 4  | 15 | 0,266 | 345 | 439 | 0,785 |
| 4.   | Fær Øer    | 3  | 6 | 1 | 5 | 3  | 16 | 0,187 | 283 | 463 | 0,611 |

      Qualificata alle semifinali.

### Fase finale
|  | Semifinali | Semifinali | Semifinali |         |    | Finale          | Finale          | Finale          |  |
|  |            |            |            |         |    |                 |                 |                 |  |
|  | 2B         | Portogallo | 1          |         |    |                 |                 |                 |  |
|  | 2B         | Portogallo | 1          |         |    |                 |                 |                 |  |
|  | 1A         | Estonia    | 3          |         |    |                 |                 |                 |  |
|  | 1A         | Estonia    | 3          |         | 1A | Estonia         | 3               |                 |  |
|  |            |            |            |         | 1A | Estonia         | 3               |                 |  |
|  |            |            | 2A         | Austria | 2  |                 |                 |                 |  |
|  | 2A         | Austria    | 2A         | Austria | 2  | 3               |                 |                 |  |
|  | 2A         | Austria    |            |         |    | 3               |                 |                 |  |
|  | 1B         | Montenegro | 1          |         |    | Finale 3º posto | Finale 3º posto | Finale 3º posto |  |
|  | 1B         | Montenegro | 1          |         |    |                 |                 |                 |  |
|  |            |            |            |         |    |                 |                 |                 |  |
|  |            |            |            |         |    | 2B              | Portogallo      | 3               |  |
|  |            |            |            |         |    | 2B              | Portogallo      | 3               |  |
|  |            |            |            |         |    | 1B              | Montenegro      | 1               |  |

#### Semifinali
| 24 giugno 2023 Raiffeisen Sportpark, Graz Durata: 2h:07 - Spettatori: 300 | Portogallo | 1 - 3 | Estonia    | 27-29, 22-25, 25-18, 24-26 |
| 24 giugno 2023 Raiffeisen Sportpark, Graz Durata: 1h:55 - Spettatori: 890 | Austria    | 3 - 1 | Montenegro | 25-21, 23-25, 25-23, 25-14 |

#### Finale 3º posto
| 25 giugno 2023 Raiffeisen Sportpark, Graz Durata: 1h:58 - Spettatori: 200 | Portogallo | 3 - 1 | Montenegro | 23-25, 25-21, 25-20, 25-23 |

#### Finale
| 25 giugno 2023 Raiffeisen Sportpark, Graz Durata: 2h:22 - Spettatori: 750 | Estonia | 3 - 2 | Austria | 31-33, 25-11, 13-25, 25-12, 15-12 |

## Classifica finale
| Pos | Squadra            | Rosa |
| --- | ------------------ | --- |
|     | Estonia            | Formazione: 1 Peit, 2 Lember, 4 Miilen, 5 L. Kullerkann, 7 E. Hollas, 8 S. Hollas, 10 Varlõgina, 11 Laak, 12 Leenurm, 13 Pertens, 14 Paalo, 16 Kibbermann, 19 K. Kullerkann, 20 Põld, 21 Kangro, 22 Pill, CT: Orefice                    |
|     | Austria            | Formazione: 1 Holzinger, 3 Huber, 5 Bajde, 6 Bruckner, 7 Mehić, 8 Hohenauer, 9 Ubiparip, 10 Trunner, 11 Chrtianska, 12 Deisl, 13 Hinteregger, 14 Schaberl, 15 Oberhauser, 16 Galić, 18 Nesimović, 24 Brandhofer, 25 Mićić, CT: Schwab    |
|     | Portogallo         | Formazione: 1 Cavalcanti, 2 I. Pereira, 3 Pardal, 4 Rodrigues, 6 Fernandes, 7 Durão, 8 Vale, 10 de Oliveira, 11 Resende, 12 do Carmo, 13 Maia, 14 Lopes, 15 Kavalenka, 17 M. Pereira, CT: Silva                                          |
| 4   | Montenegro         | Formazione: 1 Đurović, 2 Tvrdišić, 4 Cenović, 5 Šušić, 7 Jovović, 9 Labović, 10 Vuković, 11 Džaković, 12 Petranović, 13 Čakar, 14 Tuševljak, 15 Vukčević, 18 Budrak, 19 Djukić, 21 Rakočević, 22 Dragović, CT: Krunić                    |
| 5   | Lettonia           | Formazione: 1 Zvaigzne, 3 Ivanova, 4 Levinska, 5 Dambrehte, 7 Grundmane, 8 Dolotova, 10 Kramēna, 11 Nečiporuka, 12 Rīta, 16 Jurdža, 17 Vagele, 18 Reknere, 19 Leskinoviča, 20 Kovala, 21 Pridatko, 22 Bože, CT: Capriotti                |
| 6   | Georgia            | Formazione: 1 Gaprindashvili, 3 Tevdoradze, 4 Zhgenti, 5 Katsitadze, 6 Tchumburidze, 7 Ulumbelashvili, 8 Beriashvili, 9 Kobaidze, 10 Mushkudiani, 12 Epremidze, 14 Markarashvili, 17 Tchautchidze, 18 Lobzhanidze, CT: Körfez            |
| 7   | Fær Øer            | Formazione: 1 Christiansdóttir, 2 Simonsen, 3 Tavsen, 4 Búadóttir, 5 Niclasen, 6 Jacobsen, 7 Joensen, 8 Arnholdsdóttir, 9 Samson, 10 Niclassen, 11 Joensen, 12 Purkhús, 13 Mohr, 14 Falkvard, 16 Guttesen, CT: Imhoff                    |
| 8   | Macedonia del Nord | Formazione: 1 Popjordanovska, 3 Stojanovska, 5 Batalakovska, 7 Stojanova, 9 Lazarova, 10 Jonuzi, 12 Richlieva, 13 Pavloska, 14 MDikova, 15 Kovačević, 16 Nikolova, 17 Terzievska, 18 Hadji Toseva, 19 Anteska, 20 Ovnarska, CT: Paunović |

|  | Promossa in European Golden League 2024 |

## Statistiche
| Rendimento individuale | Rendimento individuale | Rendimento individuale | Rendimento individuale |
| Pos.                   | Nome                   | Punti                  | Squadra                |
| ---------------------- | ---------------------- | ---------------------- | ---------------------- |
| 1                      | Danijela Džaković      | 118                    | Montenegro             |
| 2                      | Marta Levinska         | 117                    | Lettonia               |
| 3                      | Kertu Laak             | 110                    | Estonia                |
| 4                      | Júlia Kavalenka        | 106                    | Portogallo             |
| 5                      | Silvia Pertens         | 95                     | Estonia                |
| 6                      | Dijana Vuković         | 93                     | Montenegro             |
| 7                      | Anamarija Galić        | 90                     | Austria                |
| 8                      | Aida Mehić             | 87                     | Austria                |
| 9                      | Liis Kullerkann        | 82                     | Estonia                |
| 10                     | Monika Chrtianska      | 78                     | Austria                |

| Attacchi vincenti | Attacchi vincenti | Attacchi vincenti | Attacchi vincenti |
| Pos.              | Nome              | Punti             | Squadra           |
| ----------------- | ----------------- | ----------------- | ----------------- |
| 1                 | Danijela Džaković | 109               | Montenegro        |
| 2                 | Marta Levinska    | 95                | Lettonia          |
| 3                 | Kertu Laak        | 92                | Estonia           |
| 4                 | Júlia Kavalenka   | 83                | Portogallo        |
| 4                 | Silvia Pertens    | 83                | Estonia           |
| 6                 | Anamarija Galić   | 80                | Austria           |
| 7                 | Dijana Vuković    | 79                | Montenegro        |
| 8                 | Monika Chrtianska | 65                | Austria           |
| 9                 | Sofía Purkhús     | 61                | Fær Øer           |
| 10                | Aida Mehić        | 57                | Austria           |

| Muri vincenti | Muri vincenti     | Muri vincenti | Muri vincenti |
| Pos.          | Nome              | Punti         | Squadra       |
| ------------- | ----------------- | ------------- | ------------- |
| 1             | Liis Kullerkann   | 26            | Estonia       |
| 2             | Aida Mehić        | 21            | Austria       |
| 3             | Amanda Cavalcanti | 19            | Portogallo    |
| 4             | Katia de Oliveira | 17            | Portogallo    |
| 4             | Kora Schaberl     | 17            | Austria       |
| 6             | Nina Nesimović    | 16            | Austria       |
| 7             | Anna Rīta         | 12            | Lettonia      |
| 7             | Dijana Vuković    | 12            | Montenegro    |
| 9             | Kertu Laak        | 11            | Estonia       |
| 9             | Mina Dragović     | 11            | Montenegro    |

| Battute vincenti | Battute vincenti       | Battute vincenti | Battute vincenti |
| Pos.             | Nome                   | Punti            | Squadra          |
| ---------------- | ---------------------- | ---------------- | ---------------- |
| 1                | Júlia Kavalenka        | 16               | Portogallo       |
| 2                | Eliana Durão           | 15               | Portogallo       |
| 3                | Marta Levinska         | 14               | Lettonia         |
| 4                | Maria Lopes            | 13               | Portogallo       |
| 5                | Tinatin Tchautchidze   | 11               | Georgia          |
| 5                | Saška Ðurović          | 11               | Montenegro       |
| 7                | Gvantsa Ulumbelashvili | 10               | Georgia          |
| 8                | Mina Dragović          | 9                | Montenegro       |
| 8                | Silvia Pertens         | 9                | Estonia          |
| 8                | Aida Mehić             | 9                | Austria          |